# Mission Germany
Mission Germany war eine Reality-Show, die im April und Mai 2002 über eine Dauer von 30 Tagen durch ProSieben produziert und ausgestrahlt wurde. Sie basierte auf dem Format „de hunt“ (© 2000 by Red Forest TV).

## Konzept
In der interaktiven Abenteuershow ging es um die Suche nach drei Agenten, die um insgesamt 150.000 Euro kämpften. Der Wettkampf fand im Fernsehen, im Videotext, im Internet, per SMS und in der Öffentlichkeit statt. Die von Rüdiger Nehberg drei Tage in einem Survivalcamp ausgebildeten Kandidaten Dorota, Frank und Graziano versuchten 30 Tage lang, Deutschland möglichst unerkannt zu durchqueren und dabei täglich eine neue Aufgabe zu lösen.
Jeden Morgen erhielten die drei „Agenten“ eine Videonachricht vom Agentenführer „Mr. X“ (Sky du Mont) aufs Handy, welches diese immer mitführten. Jeden Tag galt es für die Agenten, eine Aufgabe zu bewältigen, etwa einen Tagesjob in einem Unternehmen wie einer Großbäckerei. Die Agenten verfügten für jeden Tag über eine „CashCard“ von 5000 Euro. Wurden sie von den suchenden Zuschauern gefunden und erkannt, waren sie verpflichtet, dem Zuschauer, der sie gefunden hat, die CashCard auszuhändigen; dann erhielt dieser die Prämie. Jedoch war es nur möglich, maximal eine CashCard pro Tag auszuhändigen. Die Zuschauer mussten die Kandidaten aus der Nähe per Kamera filmen und auf direktem Weg ansprechen, andernfalls war das Auffinden ungültig.
Die Moderatoren Miriam Pielhau (im Studio) und Sky du Mont (bei den Agenten) gaben jeden Tag einen verschlüsselten Hinweis zur Aufgabenstellung und den aktuellen Aktionsraum der Agenten. Auf einer digitalen Deutschlandkarte wurde die Position der Kandidaten angezeigt, die über ihre Handys per GPS-Signal zeitversetzt geortet wurden.